# Cmentarz ewangelicko-augsburski w Gostyninie
Cmentarz ewangelicko-augsburski w Gostyninie – cmentarz przy ul. Targowej, założony najprawdopodobniej na początku XIX wieku dla ewangelików z Gostynina i okolicznych wsi (na terenie obecnej gminy Gostynin znajduje się 11 wsi zasiedlonych bądź założonych przez holenderskich i niemieckich osadników na przełomie XVIII i XIX w.). Znaczenia nabrał po sprowadzeniu do Gostynina w 1824 roku niemieckich rzemieślników oraz po wybudowaniu zboru w pobliskim zamku. Na cmentarzu znajduje się obelisk ku czci niemieckich żołnierzy poległych na frontach I wojny światowej. Obecnie teren cmentarza jest zarośnięty drzewami i krzakami, a mur otaczający go jest prawie całkowicie zniszczony. Przetrwało dobrze zachowanych kilka nagrobków (niektóre z XIX wieku). Pozostałe zachowane groby są w znacznym stopniu zniszczone bądź inskrypcje na nich nieczytelne. Obelisk również jest w znacznym stopniu zniszczony. W 2002 roku w centrum cmentarza postawiono symboliczny pomnik ufundowany przez miasta partnerskie Langenfeld i Gostynin.

## Galeria

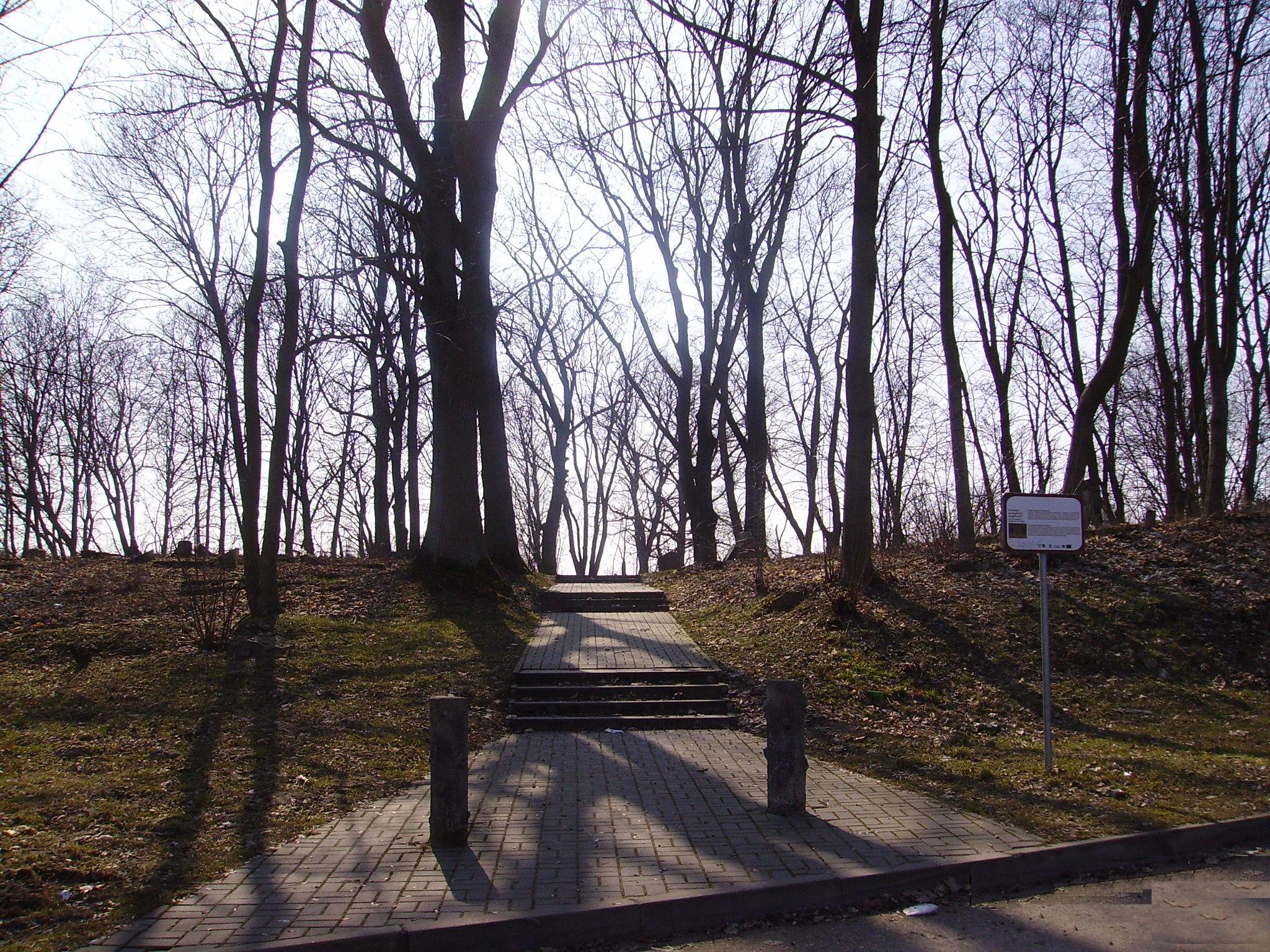
Wejście na cmentarz i tabliczka informacyjna
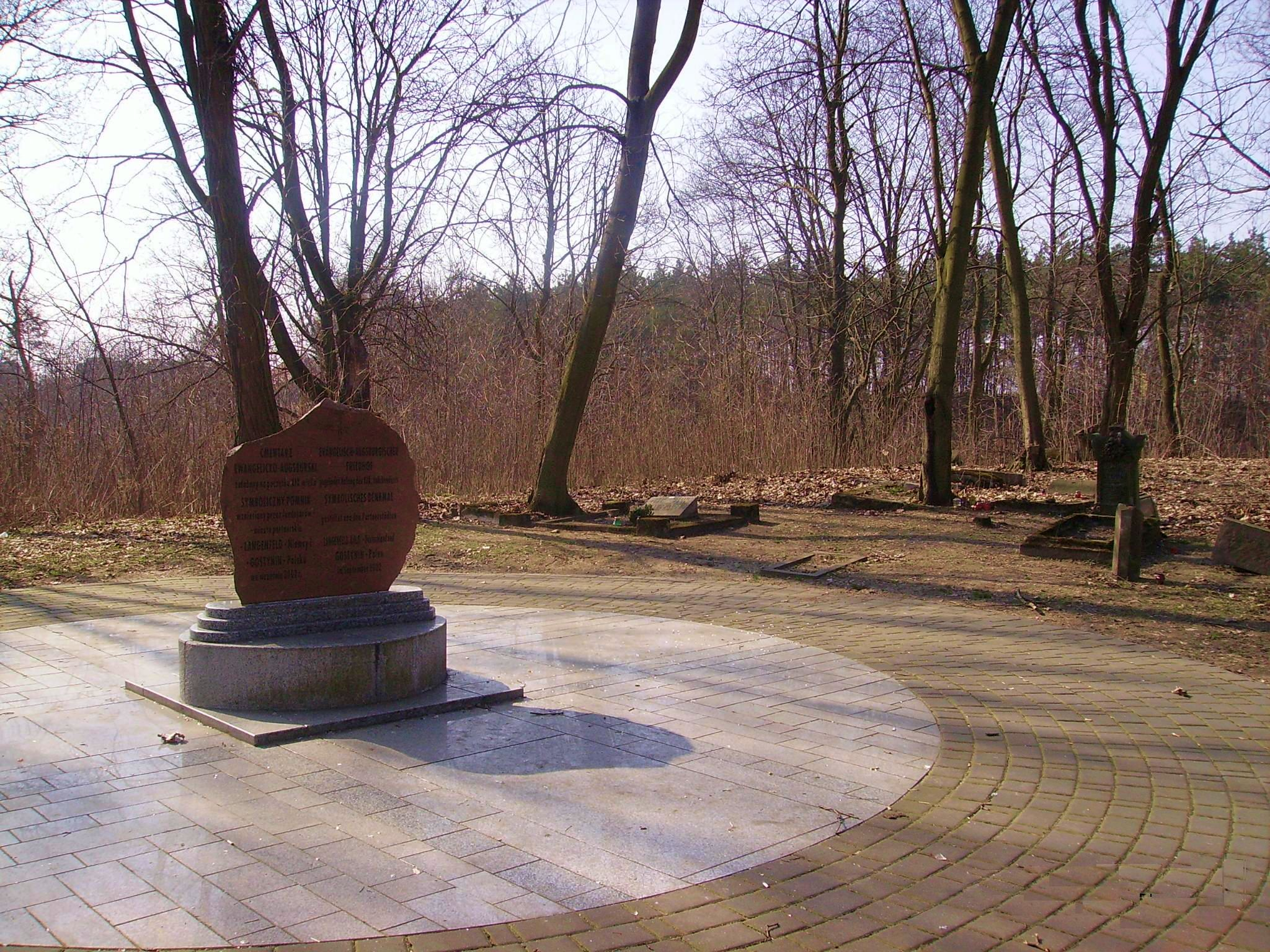
Pomnik postawiony w 2002 roku
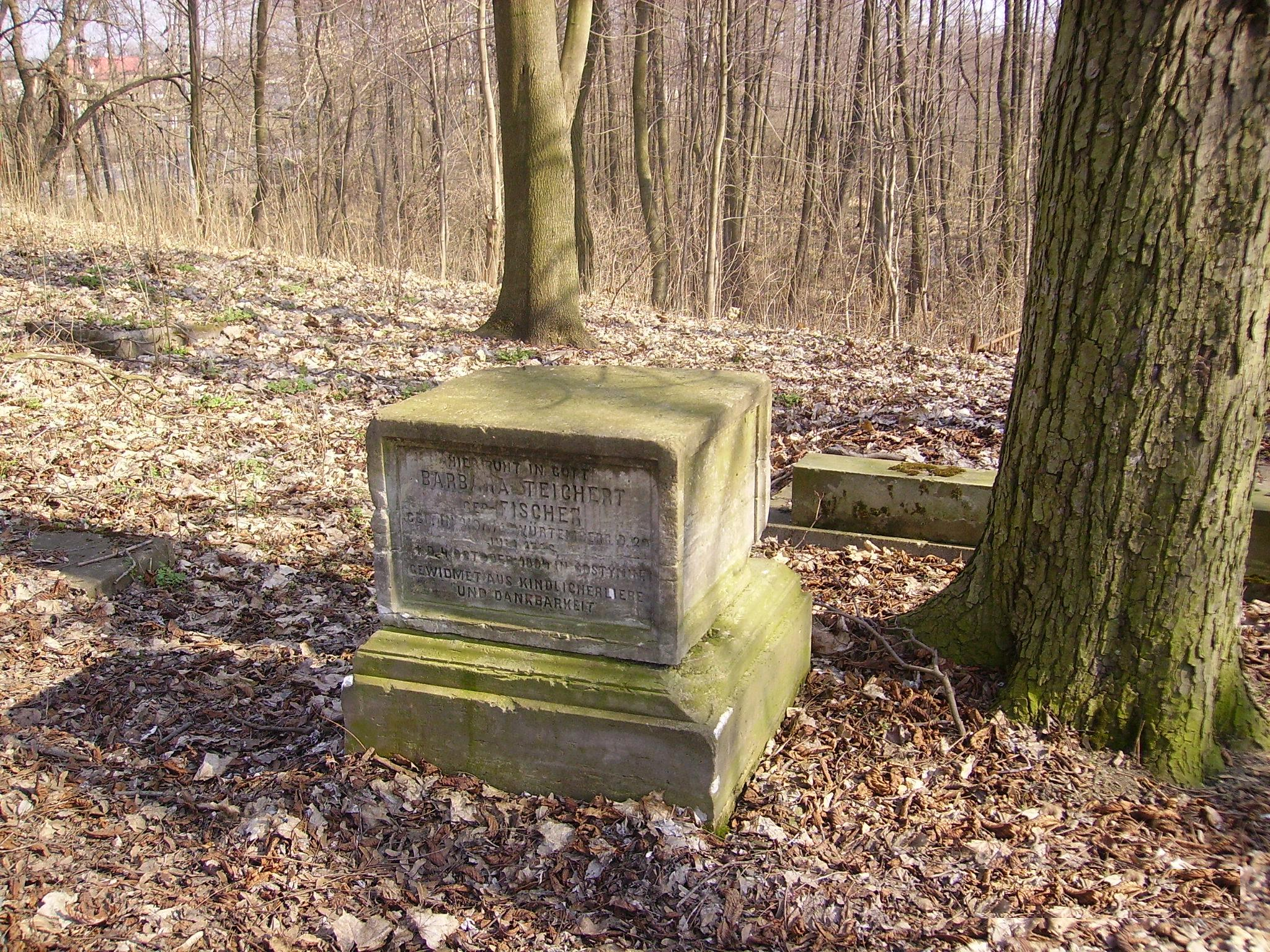
Nagrobek z XIX wieku
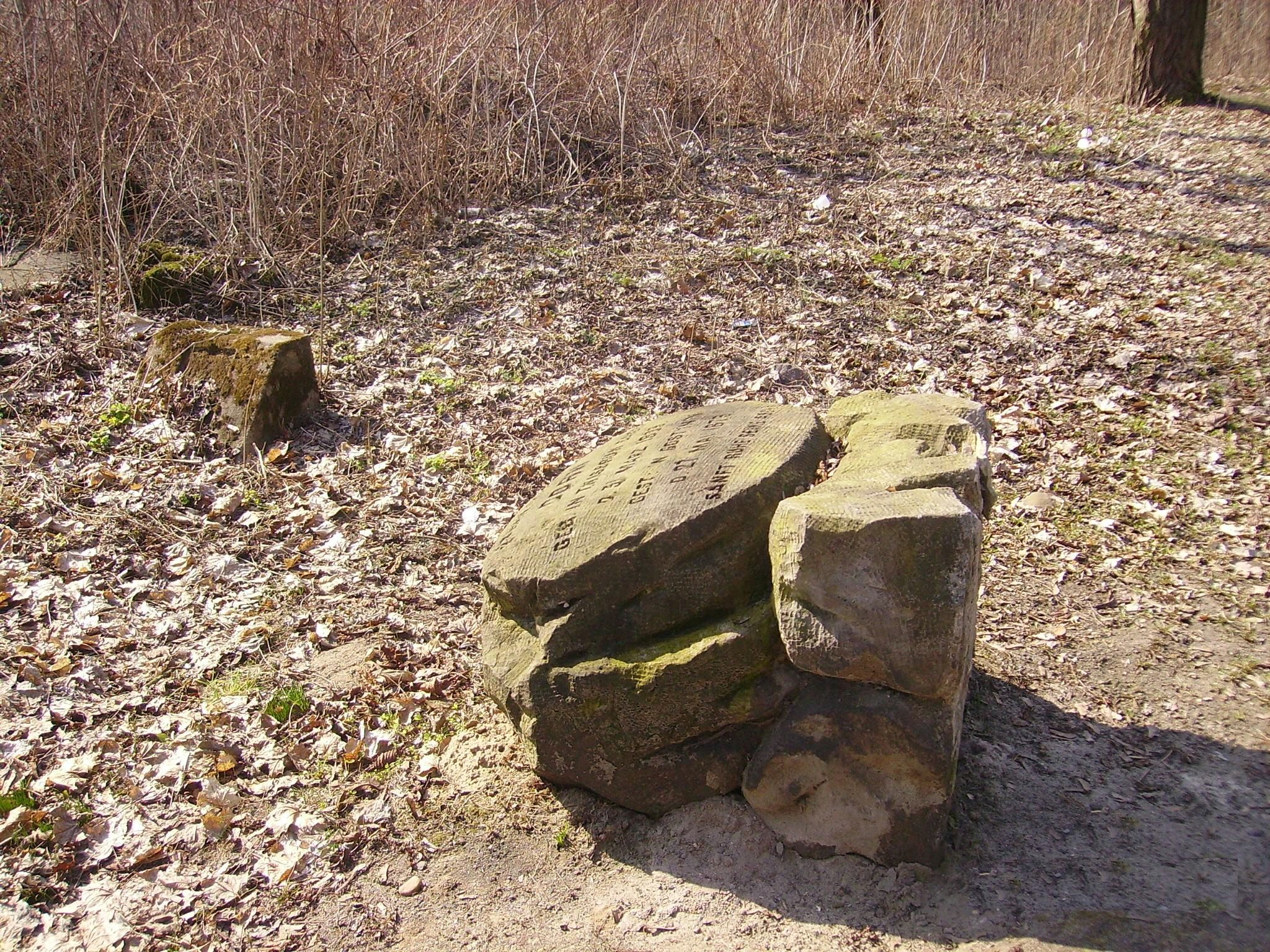
Przewrócony nagrobek z 1879 roku
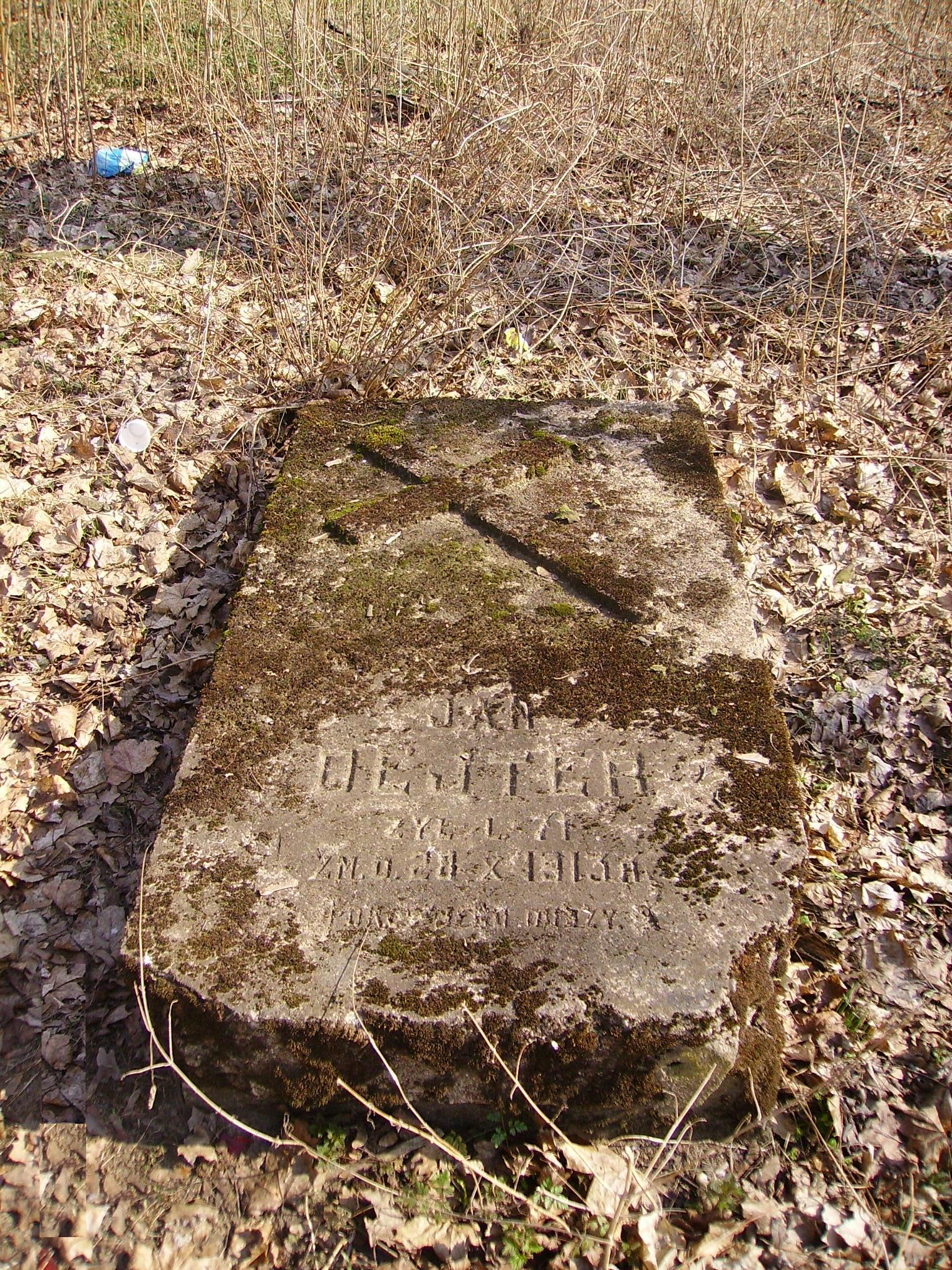
Nagrobek z 1913 roku
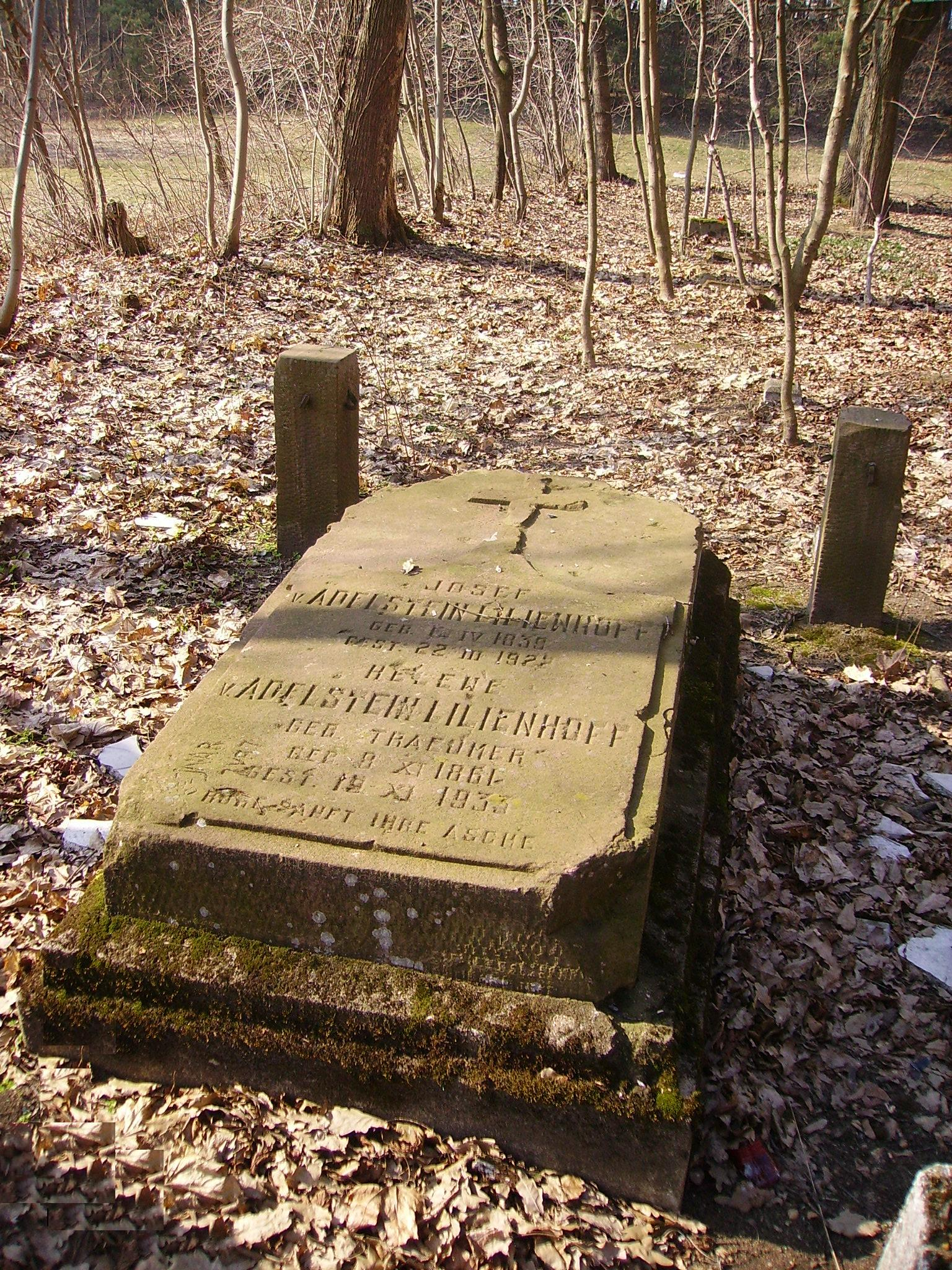
Nagrobek z 1924 roku
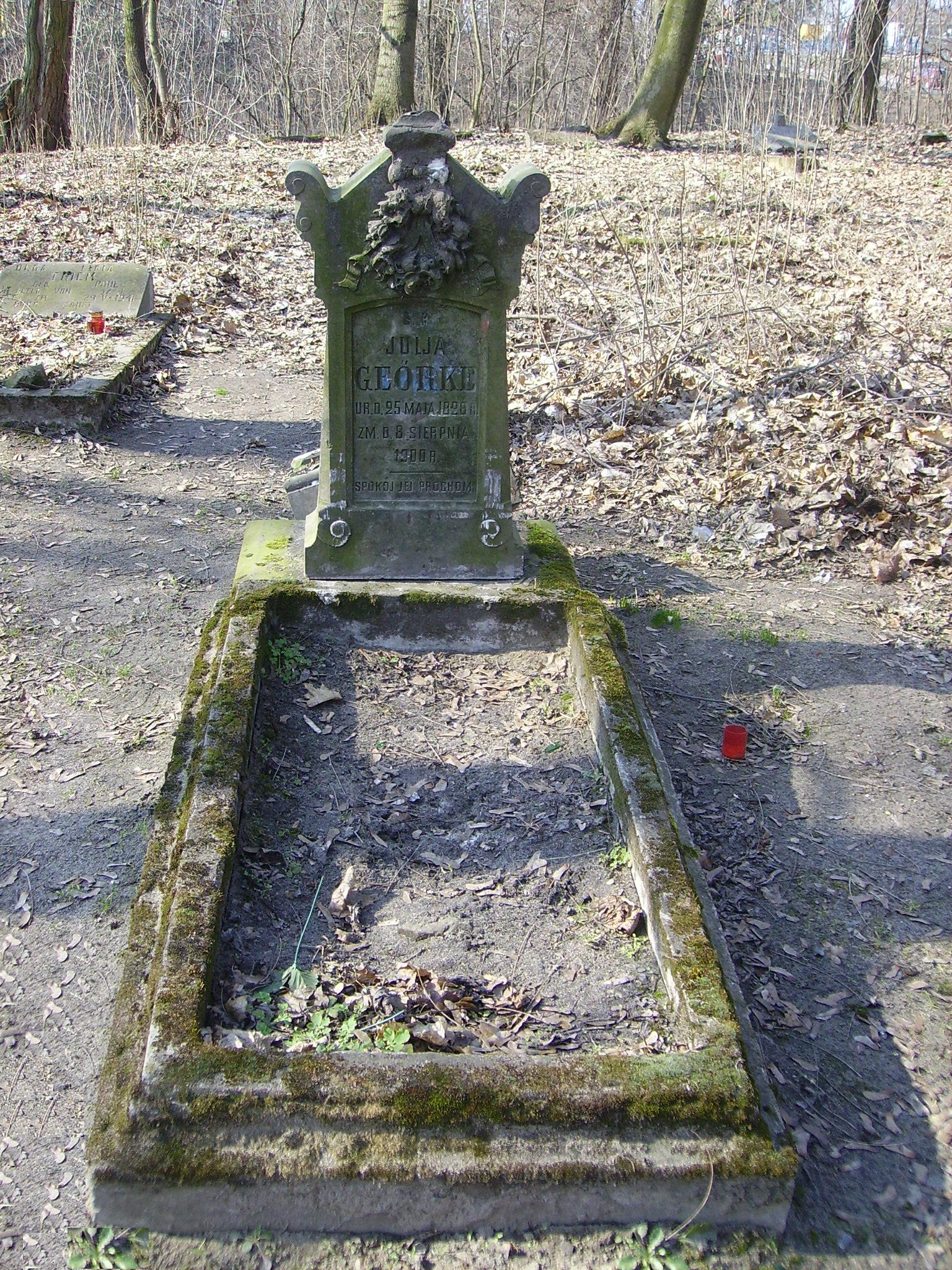
Nagrobek z 1900 roku
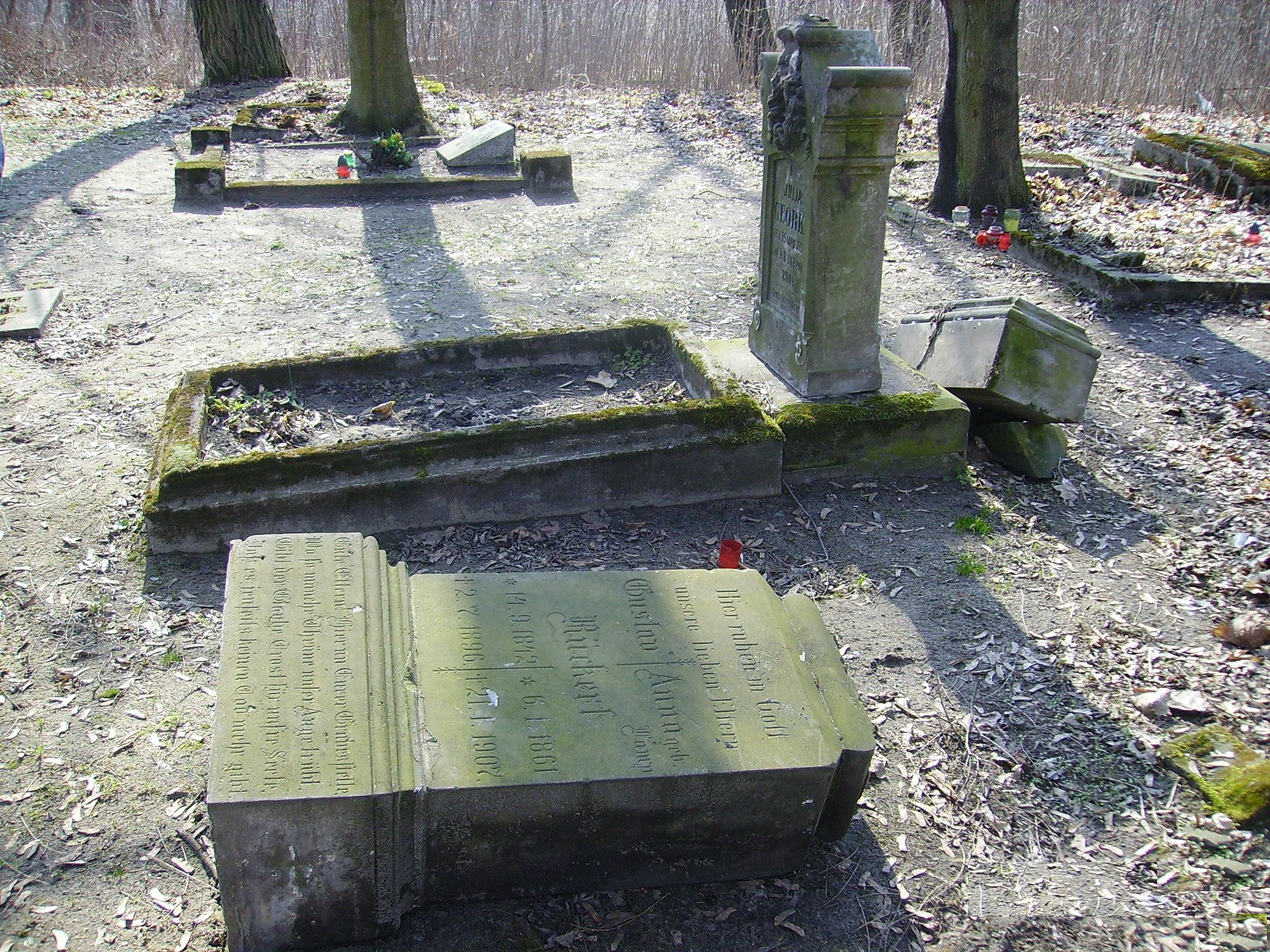
Na pierwszym planie przewrócony nagrobek z 1907 roku
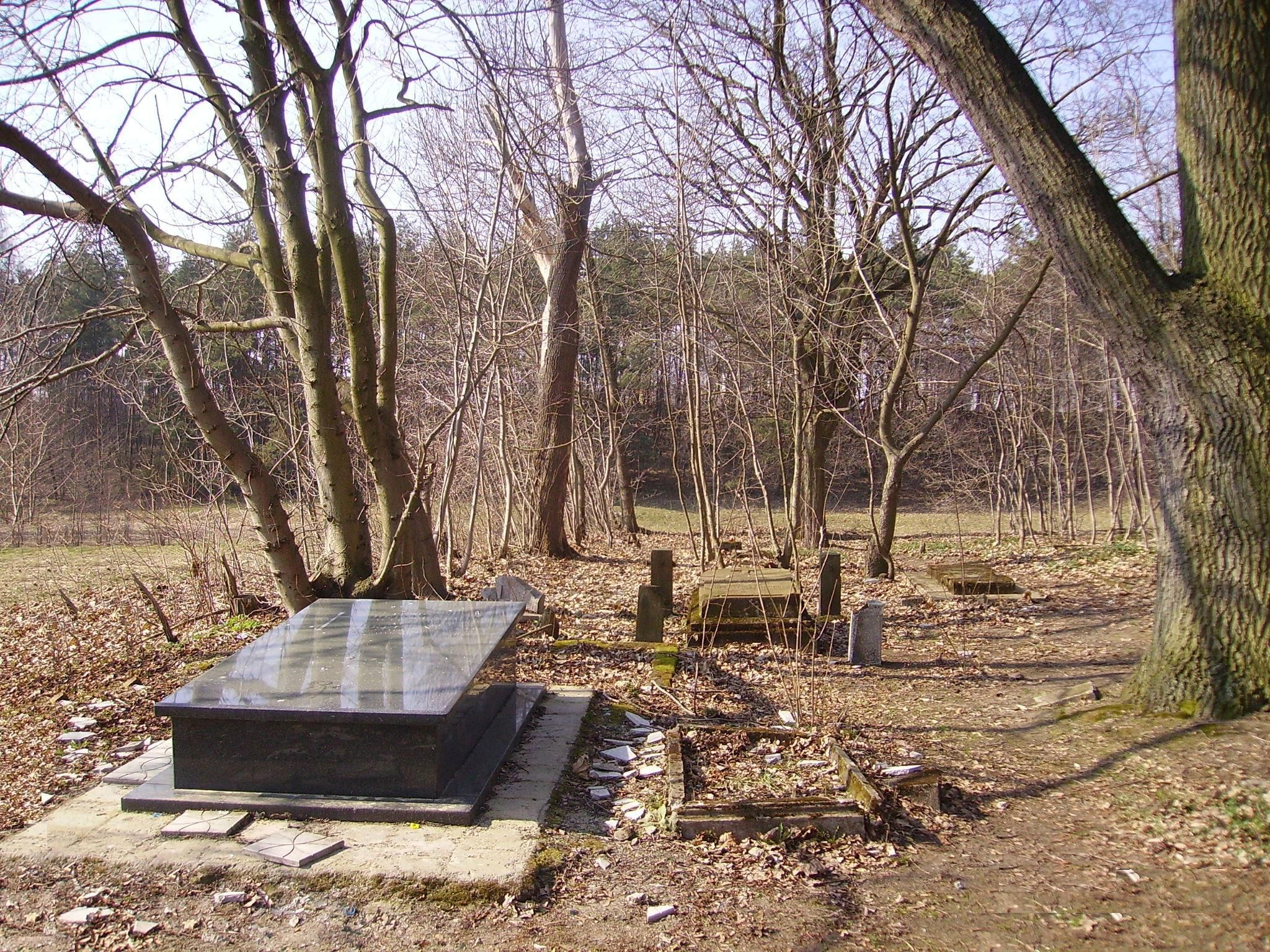
Jedyny odnowiony nagrobek na cmentarzu